# エルズミア島

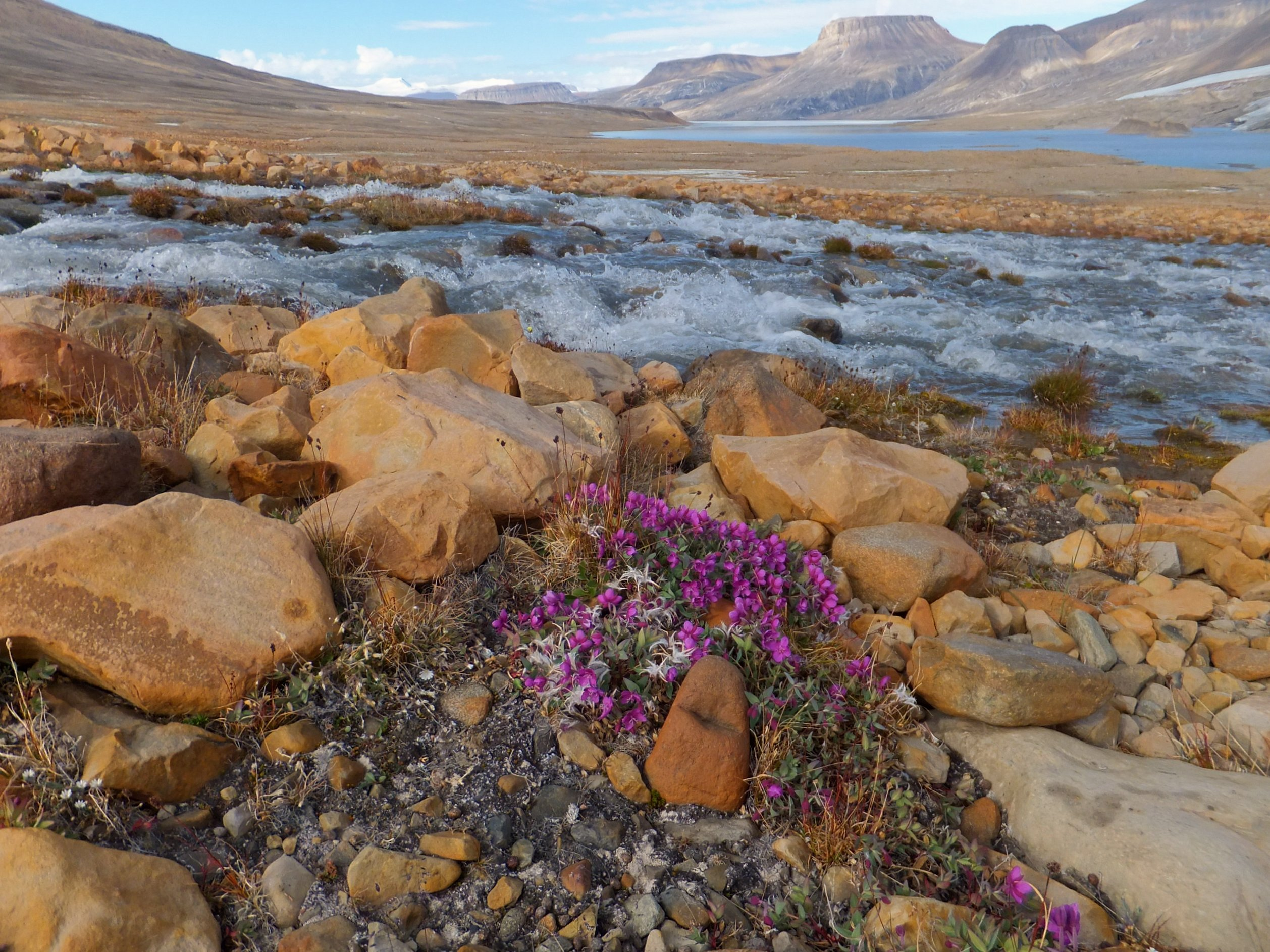
島のツンドラ地帯

エルズミア島 (Ellesmere Island) は北極圏にあるカナダ最北部、北極諸島・クイーンエリザベス諸島を構成する島。エルズミーア島ともいう。ヌナブト準州に属している。面積は196,235 km2で世界で10番目に大きな島であり、カナダでは3番目に大きな島である。カナダ最北端の場所であるコロンビア岬がある。人口は2006年時点で146人。世界最北の有人島とされる。
グリーンランドの西側に位置し、最も狭いところで50 kmに満たない海峡（ネアズ海峡）を挟んで向かい合う。西はユーリカ海峡とナンセン海峡を挟んでアクセルハイバーグ島が、南にはジョーンズ海峡とカーディガン海峡を挟んでデヴォン島がある。
この島はフィヨルドがよく発達している。また、地球上で最北の山脈のある島としても知られている。島の5分の1以上はクッティニルパーク国立公園 (Quttinirpaaq National Park) として保護されており、7つのフィヨルドと多くの氷河地域が含まれている。
ヌナブト準州における最高峰のバーボー・ピーク（Barbeau Peak 標高2,616 m）は、島の大英帝国山地 (British Empire Range) 内に位置する。地球上で最北の山脈であるアメリカ合衆国山地 (United States Range) は、島の北東地区にある。島の北端の突出部は、グラントランド (Grant Land) と呼ばれている。

## 歴史
エルズミア島には紀元前からイヌイットが生活していた。また西暦1000年頃にはヴァイキングが到来している。1616年にウィリアム・バフィンがヴァイキング以外の西洋人としては初めて島に渡航した。1852年イギリスの航海者エドワード・イングルフィールドが島を探検し、フランシス・エジャートン（初代エルズミーア伯）にちなんで命名した。

## 主な町
- ユーリカ
- グリーズフィヨルド
- アラート

## 北磁極
北磁極は2005年時点、エルズミーア島の西にあるとされている。